# Catherine Millet
Pour les articles homonymes, voir Millet.
Catherine Millet, née le 1er avril 1948 à Bois-Colombes, est une critique d'art, commissaire d'exposition et femme de lettres française.
Personnalité de l'art contemporain, elle s'est fait connaître du « grand public » avec son livre La Vie sexuelle de Catherine M..

## Biographie
Née en 1948, Catherine Millet entre dans la vie active à l’âge de 18 ans. Fille de Louis Millet, directeur d'auto-école et de Simone, secrétaire, elle partage la vie de Daniel Templon qui ouvre une galerie d’art contemporain ; elle-même entre en 1968, comme critique d’art aux Lettres françaises, hebdomadaire culturel dirigé par Louis Aragon. Elle publie dès lors dans de nombreuses revues d’art en France et à l’étranger, telles que Opus international, Connaissance des arts ou Flash Art, et participe à la création de la revue l'Art vivant, éditée par la galerie Maeght.
Elle s’attache simultanément à promouvoir les artistes contemporains français (notamment le groupe Supports/Surfaces) et à mieux faire connaître en France les avant-gardes étrangères, art minimal et art conceptuel, puis publie en 1972 un recueil d’articles, Textes sur l'art conceptuel.
En 1972, avec Daniel Templon et le collectionneur Hubert Goldet, elle fonde la revue Art Press, dont elle est toujours directrice de la rédaction, aux côtés de Jean-Pierre de Kerraoul, directeur-gérant. Elle confie la maquette du journal et le logo du titre au designer Roger Tallon. Proche à sa création du mouvement « Tel Quel », la revue reste fidèle à la pensée des écrivains et des théoriciens qui y ont participé (Philippe Sollers, Roland Barthes, Jacques Lacan…). En 1992, la revue, financièrement indépendante, est devenue bilingue (français-anglais) afin d’accroître sa diffusion internationale.
En 1971 et 1977, Catherine Millet est commissaire pour la Biennale de Paris et en 1981, commissaire pour le musée d'Art moderne de Paris d’une vaste exposition internationale intitulée « Baroques 81 », une des premières manifestations d’un art contemporain désigné comme « post-modernité ». À plusieurs reprises, dans le cadre des échanges culturels organisés par l’AFAA, elle organise des expositions d’artistes français à l’étranger : « Douze artistes français dans l’espace » (1985, Japon, Corée), « Hors tendances » (1987, Italie, Portugal).
En 1989, elle est nommée commissaire pour la France à la Biennale de São Paulo au Brésil. Parallèlement à la sélection française (Alain Jacquet, Antonio Semeraro et Philippe Thomas), qui reçoit le Prix de la meilleure participation nationale, elle présente également une rétrospective Yves Klein. En 1995, commissaire du pavillon français à la Biennale de Venise, elle choisit César qui réalise à cette occasion une œuvre monumentale. L’année précédente, elle participe à la fondation de l’ADIAF, Association pour la diffusion internationale de l'art français.
En 1987, Catherine Millet, déjà autrice d’une monographie sur Yves Klein (1982, puis 2008), publie un panorama, L'Art contemporain en France, qui depuis, a fait l’objet de plusieurs rééditions mises à jour (1994, puis 2005) et de traductions. Dix ans plus tard, L'Art contemporain est un ouvrage plus généraliste qui a également été actualisé, réédité et traduit (édition augmentée en 2006 sous le titre L'Art contemporain : histoire et géographie).
En 2001, elle aborde une activité plus littéraire avec un récit autobiographique, La Vie sexuelle de Catherine M., obtient le prix Sade 2001 et rencontre un succès mondial au travers de quarante-sept traductions et plus de deux millions et demi de lecteurs. Riquet à la houppe, Millet à la loupe (2003) est également un court récit autobiographique en même temps qu’un hommage à Charles Perrault, à l’occasion du tricentenaire de la mort de cet auteur. Dalí et moi (2005) est un essai critique (traduit en anglais, en allemand et en russe) sur les écrits du peintre. Jour de souffrance paraît en août 2008.
En 2014, Catherine Millet publie Une enfance de rêve, où elle raconte son enfance, son père, sa mère, dans les années d’après-guerre, pour essayer de comprendre comment on peut grandir sans se fabriquer une morale, et comment naît le désir d’écrire. L'ouvrage est couronné la même année du prix La Coupole.
En 2022, elle publie un nouvel ouvrage autobiographique, Les Commencements, consacré notamment à son éveil à l'art contemporain.

### Vie privée
À partir de 1981, Catherine Millet partage la vie de l’écrivain Jacques Henric, qu’elle épouse dix ans plus tard.

### Distinction
En avril 2016, Catherine Millet reçoit le prix François-Morellet. Remis lors des Journées nationales du livre et du vin (Saumur), en partenariat avec le château de Montsoreau - musée d'Art contemporain, il récompense une personnalité pour son engagement et ses écrits en faveur de l'art contemporain.

### Décoration
- 2016 :  Officière de l'ordre des Arts et des Lettres[6]

## Polémiques et prises de position
En décembre 2017, Catherine Millet déclare sur France Culture : « C’est mon grand problème, je regrette beaucoup de ne pas avoir été violée. Parce que je pourrais témoigner que du viol, on s’en sort,. »
Sur le plateau de l'émission Quotidien du 11 janvier 2018, elle dit à propos des frotteurs dans le métro : « J'ai une certaine compassion pour les frotteurs. Quelqu'un qui en est réduit à ça pour trouver une satisfaction sexuelle doit être dans une certaine misère sexuelle. » Dans la même émission, elle affirme être contre la loi sur les violences sexuelles et le harcèlement de rue proposée par Marlène Schiappa pour courant 2018.
Le 14 février 2018, dans une tribune, elle affirme qu'il vaut mieux se laisser violer que de résister, avec le risque de perdre la vie. Elle fait probablement allusion au meurtre d'Anne Lorraine Schmitt, étudiante de 23 ans, poignardée pour avoir résisté à une tentative de viol le 25 novembre 2007. En réaction, le père de la victime qualifie cette position de « totalement répugnante ».
En 2021, elle signe une tribune publiée dans Artpress, qui réaffirme le droit pour Claude Lévêque – accusé de viols sur mineurs – du respect de la présomption d’innocence. Cette tribune est signée par une soixante d'artistes et professionnels du monde de l'art.
En décembre 2023, elle est signataire de la tribune controversée « N'effacez pas Gérard Depardieu » visant notamment à défendre la présomption d'innocence de Gérard Depardieu, alors accusé de viol et d'agression et harcèlement sexuels.

## Œuvres

### Ouvrages collectifs
- Alix Cleo Roubaud, catalogue de la BNF, 2014
- Zéro : avant-garde internationale des années 1950-1960, par Jean-Hubert Martin, Rainer Zimmermann, Catherine Millet et Bazon Brock, catalogue d'exposition, 2006
- Almodovar : exhibition !, Serge Toubiana, Frédéric Strauss, Matthieu Orléan et Catherine Millet, catalogue de la Cinémathèque de Paris
- César à Venise, Catherine Millet, Philippe Sollers et Jacques Boulay, Éditions du Regard, 1990
- Jaume Plensa, Lóránd Hegyi, Rafael Argullol et Catherine Millet, Éditions Silvana, 2017

### Récits
- Commencements, Flammarion, 2022, 316 p.  (ISBN 978-2-08148621-8)
- Une enfance de rêve, Flammarion, 2014 Prix La Coupole 2014[3].
Prix des vendanges littéraires de Rivesaltes, 2014.
- Jour de souffrance, Flammarion, 2008 ; Points, 2009 Prix « Le Prince-Maurice » du roman d'amour 2009[18].
- Riquet à la Houppe, Millet à la loupe, Stock, 2003 ; Livre de poche, 2005
- La Vie sexuelle de Catherine M., Seuil, 2001 et 2014 ; Points, 2002 et 2009 Prix Sade.

### Essai littéraire
- Aimer Lawrence, Flammarion, 2017, 304 p.  (ISBN 978-2-08-137-261-0)

### Entretiens
- D'Artpress à Catherine M. : entretiens avec Richard Leydier, Gallimard, 2011

### Ouvrages sur l'art
- Le Corps exposé, Éditions Cécile Defaut, 2011
- L'Art contemporain : histoire et géographie, Champs Flammarion, 2006 et 2009
- Dali et moi, Gallimard, 2005
- Conversations avec Denise René, Adam Biro, 2001
- François Arnal : monographie de l'œuvre, Cercle d'art, 1998
- L'Art contemporain, Flammarion, coll. « Dominos », 1997
- La critique d'art s'expose, J. Chambon, 1995
- De l'objet à l'œuvre, les espaces utopiques de l'art, artpress, 1994
- Roger Tallon, designer, Éditions du Centre Pompidou, 1993
- L'Art contemporain en France, Flammarion, 1987 ; réédition augmentée, 2005 (avec la collaboration de Richard Leydier)
- Yves Klein, artpress-Flammarion, 1983 ; artpress, 2006
- Textes sur l'art conceptuel, Daniel Templon, 1972

### Radio
- Entretien avec Marie Richeux dans Par les temps qui courent : « Je ne sais pas ce qu’est l’amour, et je ne suis pas sûre de savoir très bien ce qu’est le sexe non plus. »

### Vidéo
- « Catherine Millet raconte le choc de sa rencontre avec Dado »
- Catherine Millet avec Jorge Herralde à Barcelone sur Canal-L